# Koninklijke Vereniging der Afstammelingen van de Brusselse Geslachten

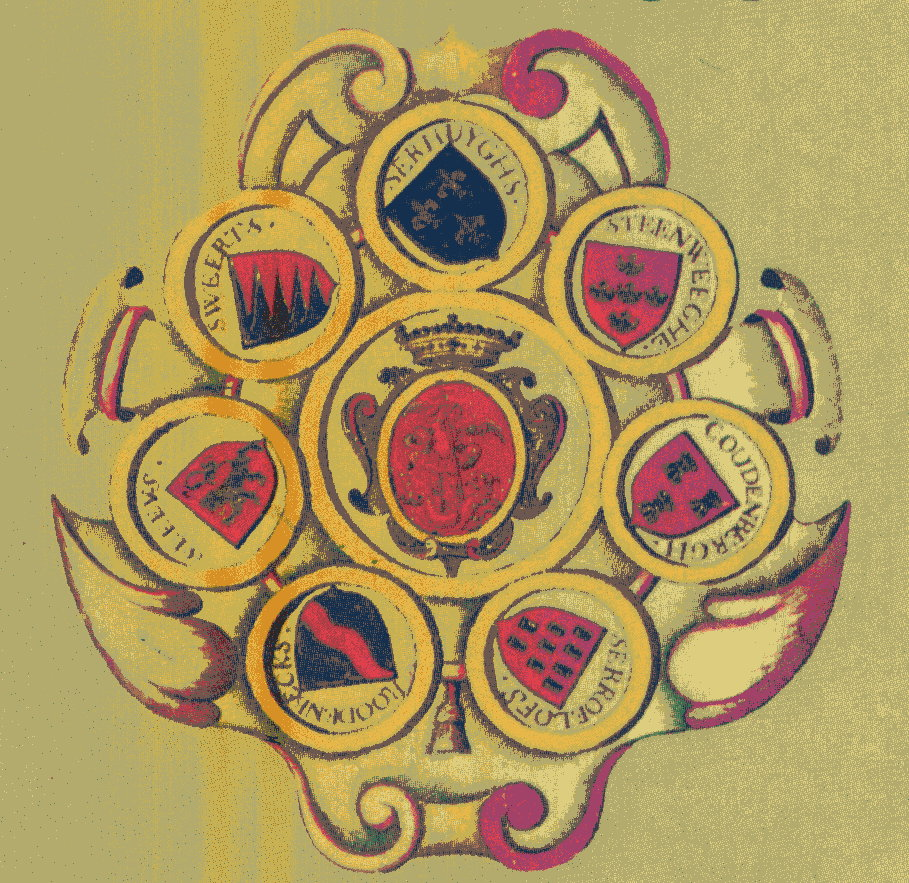
Blazoenen van de Zeven Geslachten van Brussel.

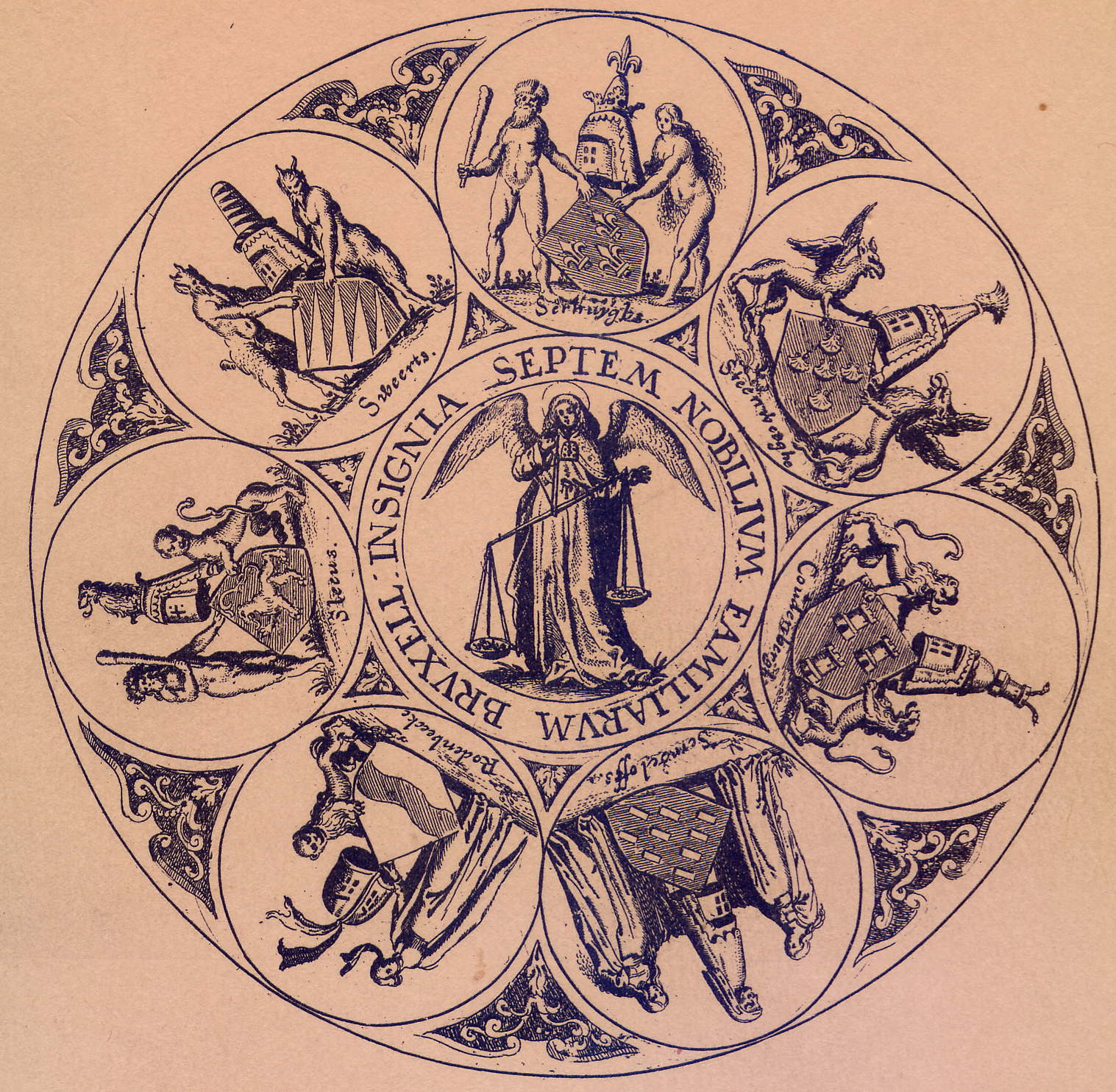
Rozet van de Zeven Geslachten, gegraveerd, in: Puteanus, Bruxella Septenaria, 1656.

De Koninklijke Vereniging der Afstammelingen van de Brusselse Geslachten, is een koninklijk genootschap, gesticht in 1961 en gevestigd in Brussel. Het heeft tot doel de personen te verenigen die afstammen van de zeven Brusselse geslachten die onder het ancien régime in overwegende mate de stad bestuurden.
Het genootschap staat onder bescherming van koning Albert II, die een band heeft met elk van de Zeven Geslachten. De genealogische band die hij met hen heeft, werd bestudeerd in het tweetalige tijdschrift Les Lignages de Bruxelles/De Brusselse Geslachten.
De afstammelingen van de Zeven Geslachten leggen zich toe op de verdediging van het culturele en historische Brusselse erfgoed. De Zeven Geslachten van Brussel verdwenen tijdens de Franse bezetting; ze zijn, anders dan de adel die dat lot met hen had gedeeld, na 1815 niet opnieuw erkend. Het bestuur van de vereniging wordt waargenomen door zeven bestuurders: één uit elk Brussels geslacht.

## Doelstellingen
De doelstellingen zijn:
- het ondersteunen ieder initiatief of organisatie die de belangen behartigt van Brussel en de Brusselse regio;
- de leden van de vereniging behulpzaam zijn in het bekomen voor hun kinderen van studiebeurzen die voorbehouden zijn aan leden van de Brusselse geslachten
- helpen bij genealogische opzoekingen
- de studie aanmoedigen van het verleden van de geslachten, door het organiseren van lezingen en voordrachten, het analyseren en publiceren van genealogieën, het publiceren van historisch werk
- het publiceren van een tijdschrift
- het organiseren van bezoeken aan tentoonstellingen
- het uitbeelden van de stadsmagistraat in de jaarlijkse Ommegang.

## Raad van Bestuur
De beheerders zijn voor een duur van drie hernieuwbare jaren genoemd.